# (153298) Paulmyers
(153298) Paulmyers est un astéroïde de la ceinture principale.

## Description
(153298) Paulmyers est un astéroïde de la ceinture principale. Il fut découvert le 29 mars 2001 à l'Observatoire Junk Bond par David Healy. Il présente une orbite caractérisée par un demi-grand axe de 3,18 UA, une excentricité de 0,15 et une inclinaison de 5,1° par rapport à l'écliptique.
Le nom fut donné en hommage au biologiste et militant PZ Myers.

## Compléments